# Kadir İnanır
Kadir İnanır (né le 15 avril 1949 à Fatsa dans la province d'Ordu),, est un acteur turc.

## Filmographie partielle
- 1970 : Kara Gözlüm d'Atıf Yılmaz, avec Türkân Şoray : Kenan
- 1972 : Üç Arkadasde Memduh Ün, avec Hülya Koçyiğit : Murat
- 1972 : Dönüs de Türkân Şoray : Ibrahim
- 1972 : Utanç d'Atıf Yılmaz, avec Filiz Akın : Kemal
- 1972 : Tophaneli Murat de Çetin İnanç : Tophaneli Murat
- 1973 : Ezo Gelin de Feyzi Tuna, avec Fatma Girik : Ali
- 1973 : Gazi Kadin d'Osman F. Seden : Ahmet
- 1974 : Sahipsizler d'Ertem Göreç, avec Selma Güneri : Gaddar
- 1974 : Köprü de Şerif Gören : Ahmet
- 1976 : Devlerin Aski d'Osman F. Seden, avec Türkân Şoray : Tarik
- 1977 : Dila Hanim d'Orhan Aksoy : Riza
- 1979 : Cible pour un tueur : Genghis
- 1980 : Istanbul 79 d'Orhan Aksoy : Ömer
- 1984 : Bir Yudum Sevgi d'Atıf Yılmaz, avec Hale Soygazi : Cemal
- 1984 : Imparator, avec Seda Sayan
- 1985 : Yilanlarin Öcü de Şerif Gören : Kara Bayram
- 1991 : Ah Gardasim réalisé par lui-même : Hasmet
- 1991 : L'amour plus froid que la mort (Aşk Ölümden Soğuktur) de Canan Gerede, avec Tuncel Kurtiz : Ali